# 宇佐見隆男
宇佐見 隆男（うさみ たかお）は、日本の裁判官。

## 人物
東京大学法学部卒業。福岡地方裁判所、東京地方裁判所、広島高等裁判所などを歴任。専門は商法、民事訴訟法で、法務省（出向）時代に「実務相談　株式会社法」を設立させる。定年を待たずに退官し、公証人を70歳まで勤める。2014年（平成26年）5月他界し、天皇より正四位を贈られる。

## 経歴
- 1938年：千葉県生まれ。千葉大学教育学部附属小学校・中学校を経て、県立千葉高校に進学。
- 1961年：東京大学法学部卒業（司法試験、国家一種試験合格）
- 1962年4月-1964年3月：農林省
- 1964年4月-1966年3月：司法修習（18期）後、2回試験1位の為、初任は最高裁判所事務総局民事局付
- 1972年：福岡地方裁判所判事補
- 1975年-1986年：法務省民事局に出向。参事官を経て、民事局第二課長。
- 1975年：司法試験委員を務める。
- 1986年：東京高等裁判所判事、広島高等裁判所判事、東京地方裁判所八王子支部裁判長、埼玉地方裁判所川越支部裁判長を歴任
- 1996年：藤沢公証役場公証人（2008年退職）